# Cseresznyés-patak
A Cseresznyés-patak a Bükk-vidék területén ered, Bükkzsérctől északi irányban. A patak a Hór-patakba torkollik bele Bogácstól északra.

## Lefolyása
A Cseresznyés-patak a Bükk-vidék területén ered, majd innen délnek veszi útját és átvágva az Egri-Bükkalja dimbes-dombos vidékén az Alföld északi peremvidékén. Bükkzsérc a patak két partján fekszik és Bogácstól északra a Hór-patakba torkollik, miután áthaladt a rajta létrehozott víztározón. 
A patak érinti a Bükki Nemzeti Park területét.

## Állatvilága
A patak halfaunáját a következő halfaj alkotja: ezüstkárász (Carassius gibelio).

## Védett területek a patak mentén
- Bükki Nemzeti Park

## Partmenti települések
A Cseresznyés-patak mentén fekvő Bükkzsérc településen közel 1000 fő él.